# 後藤文夫
後藤 文夫（ごとう ふみお、1884年〈明治17年〉3月7日 - 1980年〈昭和55年〉5月13日）は、大正・昭和期の日本の内務官僚、政治家。貴族院勅選議員、緑風会所属の参議院議員。内務省警保局長、農林大臣、内務大臣、大政翼賛会副総裁、東条内閣無任相などを歴任。警察官僚として「天皇陛下の警察官」を自称し、新官僚の代表と見られた。大分県出身。

## 経歴
1884年（明治17年）3月、大分県大分市生まれ。第五高等学校卒業。1908年（明治41年）7月、東京帝国大学法科大学政治学科卒業。

### 内務官僚
同年11月、高等文官試験首席合格。同年12月、内務省入省。
1910年（明治43年）12月、陸軍歩兵第72連隊入営。約1年半の軍隊生活を送り、兵役を終える。
1917年（大正6年）5月、欧米留学。1919年（大正8年）12月、帰朝。同月、警保局警務課長。1920年（大正9年）9月、大臣官房文書課長、大臣秘書官兼任。
1922年（大正11年）6月、警保局長。1923年（大正12年）、関東大震災発生から6週間後の10月12日、警保局長を辞任。
1924年（大正13年）9月、台湾総督府総務長官。同年12月より1925年（大正14年）4月まで台湾総督府交通局総長心得兼任。
1928年（昭和3年）6月、台中不敬事件で総務長官を引責辞任。

### 政治家時代
1930年（昭和5年）12月23日、貴族院勅選議員に勅任され、終戦後の1945年12月18日まで務める。
1933年（昭和8年）、ゴーストップ事件が起こる。同事件では陸軍に対して警察が「軍隊が陛下の軍隊なら、警察官も陛下の警察官である」（粟屋仙吉）などと一歩も引かず、警保畑の新官僚と陸軍が激しく対立した。
1932年（昭和7年）1月、国維会を近衛文麿らとともに発起し理事となる。同年5月、齋藤内閣農林大臣。1934年（昭和9年）7月、岡田内閣内務大臣。
1936年（昭和11年）2月、二・二六事件で内相官邸を襲撃されるが外出中で無事、消息不明となった岡田啓介総理の臨時代理を二日間にわたって務める。
1941年（昭和16年）8月、大政翼賛会中央協力会議長。1942年（昭和17年）6月、大政翼賛会事務総長。
1943年（昭和18年）4月、大政翼賛会副総裁。5月、東條内閣国務大臣（ - 1944年〈昭和19年〉7月22日）。1945年（昭和20年）6月、日本林業会初代会長。

#### 戦後
1945年（昭和20年）12月2日には連合国軍最高司令官総司令部から日本政府に対し後藤の逮捕命令が出され（第三次逮捕者59名中の1人）、 A級戦犯に指名され巣鴨拘置所に拘留された。1948年（昭和23年）12月、不起訴により釈放。1952年（昭和27年）3月、公職追放解除。
1952年（昭和27年）に財団法人電力経済研究所をつくり、原子力発電を含む電源設置に尽力した。
1953年（昭和28年）4月、大分県選挙区から参議院議員に当選、一期を務める。緑風会所属。
1956年（昭和31年）、日本青年館理事長就任。青年育成に貢献した。
1969年（昭和44年）11月、日本青年館理事長辞任、日本青年館名誉会長。
1973年（昭和48年）4月、治子夫人死去。
1980年（昭和55年）5月、肺炎のため96歳で死去。死没日をもって正三位から従二位に叙される。

## 年譜
- 1884年（明治17年）3月 - 大分県大分市生
- 1908年（明治41年）
  - 7月 - 東京帝国大学法科大学政治学科卒業
  - 11月 - 高等文官試験首席合格
  - 12月 - 内務省入省
- 1910年（明治43年）12月 - 陸軍歩兵第72連隊入営
- 1917年（大正6年）5月 - 欧米留学（- 1919年12月）
- 1919年（大正8年）12月 - 警保局警務課長
- 1920年（大正9年）9月 - 内務省大臣官房文書課長、内務大臣秘書官を兼任する
- 1922年（大正11年）6月 - 警保局長
- 1924年（大正13年）9月 - 台湾総督府総務長官
  - 12月 - 兼台湾総督府交通局総長心得（- 1925年4月）
- 1928年（昭和3年）6月 - 台中不敬事件で総務長官を引責辞任
- 1930年（昭和5年）12月23日 - 貴族院勅選議員勅任（-1945年12月18日）[1]
- 1932年（昭和7年）
  - 1月 - 国維会結成発起、同理事
  - 5月 - 齋藤内閣農林大臣
- 1934年（昭和9年）7月 - 岡田内閣内務大臣
- 1936年（昭和11年）2月 - 二・二六事件、内閣総理大臣臨時代理を二日間務める
- 1941年（昭和16年）8月 - 大政翼賛会中央協力会議長
- 1942年（昭和17年）6月 - 大政翼賛会事務総長
- 1943年（昭和18年）
  - 4月 - 大政翼賛会副総裁
  - 5月 - 東條内閣で国務大臣に
- 1945年（昭和20年）6月 - 日本林業会初代会長
- 1945年（昭和20年）12月 - A級戦犯に指名され巣鴨拘置所に拘置
- 1948年（昭和23年）12月 - 不起訴により釈放
- 1952年（昭和27年）3月 - 公職追放解除
- 1953年（昭和28年）4月 - 参議院議員に当選、一期を務める（大分地方区、緑風会）
- 1956年（昭和31年）4月 - 日本青年館理事長。
- 1969年（昭和44年）11月 - 理事長を辞任、名誉会長に選任
- 1973年（昭和48年）4月 - 夫人の治子死去
- 1980年（昭和55年）5月 - 肺炎のため[3]96歳で死去。死没日をもって正三位から従二位に叙される[4]。

## 栄典
位階
- 1980年（昭和55年）5月13日 - 従二位

勲章等
| 受章年                    | 略綬 | 勲章名               | 備考       |
| ------------------------- | ---- | -------------------- | ---------- |
| 1916年（大正5年）1月19日  |      | 勲六等単光旭日章     |            |
| 1916年（大正5年）4月1日   |      | 勲五等双光旭日章     |            |
| 1920年（大正9年）11月1日  |      | 勲四等瑞宝章         |            |
| 1921年（大正10年）7月1日  |      | 第一回国勢調査記念章 |            |
| 1926年（大正15年）8月26日 |      | 勳三等瑞宝章         |            |
| 1934年（昭和9年）4月24日  |      | 勳一等瑞宝章         |            |
| 1960年（昭和35年）11月3日 |      | 藍綬褒章             | [ 注釈 1 ] |
| 1971年（昭和46年）11月3日 |      | 勲一等旭日大綬章     |            |

## 家族
長男は法務大臣の後藤正夫、次男は東京学芸大学名誉教授の後藤米夫。